# Kurt Zouma
Kurt Happy Zouma (* 27. Oktober 1994 in Lyon) ist ein französischer Fußballspieler. Der Abwehrspieler steht als Leihspieler von West Ham United beim Al-Orobah FC unter Vertrag und spielt unregelmäßig für die französische Nationalmannschaft.

## Leben
Kurt Zouma kam 1994 als Sohn von Einwanderer-Eltern aus der Zentralafrikanischen Republik im Hauptort des französischen Rhône-Alpes zur Welt. Zouma ist nach der fiktiven Person Kurt Sloane benannt worden, Jean-Claude Van Dammes Rolle in dem Film Kickboxer von 1989, während sein zweiter Vorname Happy eine afrikanische Tradition der Verwendung von positiven Wörtern als Zweitnamen reflektiert. Er wuchs in der Métropole de Lyon mit einem älteren Bruder und vier jüngeren Geschwistern auf und spielte anfänglich Basketball. Mit neun Jahren erlernte er in der Metropole das Fußballspielen, genauer in Vaulx-en-Velin. Sein Spitzname lautet „LaZoumance“ und diesen erhielt er von seinem Freund Paul Pogba. Sein etwa ein Jahr älterer Bruder Lionel sowie sein jüngerer Bruder Yoan sind ebenfalls Profifußballspieler. Zouma ist mit Sandra seit 2012 verheiratet und hat mit ihr zwei Kinder. Außerdem ist Zouma ein praktizierender Muslim und absolvierte mit seinem Freund Pogba eine Pilgerreise nach Mekka.

## Karriere
Zouma ist vor allem als fußballerischer Innenverteidiger bekannt geworden und kann auch als Rechtsverteidiger auflaufen. Er profitiert dabei von seiner physischen Stärke, die aus einer Körpergröße von 1,91 m und einem Gewicht von über 90 kg resultiert. Zudem galt er 2013 laut einem Outsideoftheboot.com-Autor während seiner Zeit in der Ligue 1 als einer der schnellsten Innenverteidiger in Frankreich. Des Weiteren ist er ein guter Aufbauspieler und verfügt über eine hohe Passgenauigkeit. Bei Standardsituationen überzeugt er mit seiner Kopfballstärke zudem Torgefahr aus. Auf der anderen Seite wurde 2013 von einem FourFourTwo-Autor gelegentliche Konzentrationsschwächen von Zouma festgestellt und wodurch ihm Abwehrfehler unterlaufen. Zudem sei sein Stellungsspiel 2014 laut einem Frenchfootballweekly.com- und Spox.com-Autor ausbaufähig.

### Vereine

#### Anfänge in Rhone-Alpen
Seine Jugendlaufbahn begann Zouma 2003 beim FC Vaulx-en-Velin und war dort bis 2009 aktiv. Mit 15 Jahren wurde er zur AS Saint-Étienne (ASSE) geholt und erhielt dort im April 2011 seinen ersten Profivertrag. Später erreichte er mit den U19-Junioren im Frühling 2011 das Finale des Coupe Gambardella und unterlag dort mit der ASSE-Juniorenmannschaft erst im Elfmeterschießen gegen die Junioren des AS Monacos. Neben den Junioren spielte er auch gleichzeitig für die zweite Mannschaft seines Klubs in der Championnat de France Amateur der viertklassigen National 2 und dies bis in die Saison 2012/13.

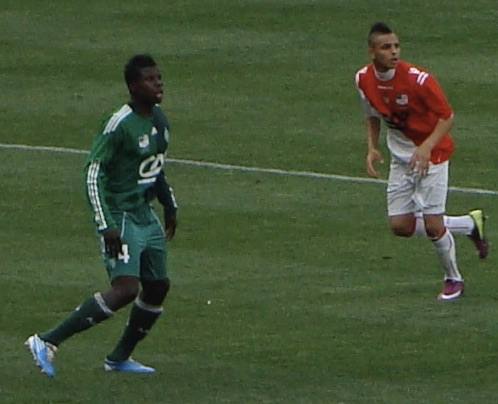
Zouma (Links) im Coupe-Gambardella-Finale 2011.

Ende August 2011 gab er in der Profimannschaft im Alter von 16 Jahren bei einem Ligapokalspiel gegen Girondins Bordeaux sein Profidebüt. In der Folge kam das Nachwuchstalent auch häufiger in der Ligue 1 zum Einsatz, sowohl als Rechtsverteidiger, als auch als Innenverteidiger. Während der Ligue 1 2011/12 lief er insgesamt 22-mal auf und konnte zwei Tore erzielen. In der Saison 2012/13 gewann die Mannschaft den französischen Ligapokal und er kam dabei im gegentorlosen Ligapokalfinale mit 18 Jahren als Startelfspieler zum Einsatz. Zouma absolvierte während der Spielzeit insgesamt 23 Pflichtspiele für seinen Verein, in denen er zwei Tore erzielte und im Februar 2013 verlängerte der Verein seinen Vertrag vorzeitig bis zum Ende der Saison 2016/17.
In der Sommertransferphase waren einige europäische Vereine an dem Defensivtalent interessiert, unter anderem VfL Wolfsburg. Die ASSE-Vereinsführung ließ ihn nach dem Abgang Pierre-Emerick Aubameyangs zu Borussia Dortmund jedoch nicht gehen. Die Saison 2013/14 begann er im August 2013 mit seinem UEFA-Vereinswettbewerb-Debüt in der Europa-League-Qualifikation gegen FC Milsami und in der weiteren Qualifikationsrunde schied er mit seiner Mannschaft gegen Esbjerg fB aus. Somit endete Zoumas erste Auftritte in UEFA-Vereinswettbewerben bereits vor dem Hauptwettbewerb. Am 2. November 2013 verletzte sich sein Gegenspieler Thomas Guerbert vom FC Sochaux nach einem ungestümen Foul Zoumas schwer und fiel mit Frakturen für vier bis sechs Monate aus. Die Disziplinar-Kommission der Ligue 1 bewertete es als „gefährliche Attacke“ und sperrten Zouma im gleichen Monat daraufhin für zehn Spiele.

#### FC Chelsea und Leihstationen
Ende Januar 2014 unterzeichnete Zouma nach lange anhaltenden Gerüchten einen Fünfeinhalb-Jahresvertrag beim englischen Erstligisten FC Chelsea. Die Ablösesumme soll bei elf Millionen Pfund gelegen haben, umgerechnet zirka 13,35 Millionen Euro. Bis zum Ende der Saison 2013/14 spielte er jedoch weiterhin für Saint-Étienne, die ihn für ein halbes Jahr ausliehen. Im Sommer entschied sich Chelsea-Trainer Jose Mourinho gegen eine erneute Leihe und nahm Zouma in den Kader für die Saison 2014/15 auf. Während er in der Liga zunächst nicht an den Stammspielern Gary Cahill und John Terry vorbeikam, debütierte er am 24. September 2014 im League Cup gegen die Bolton Wanderers, als er zugleich seinen ersten Treffer für die Londoner erzielte. In der Champions League kam er erstmals am 21. Oktober gegen NK Maribor zum Einsatz, bevor er wenige Tage später in der Liga zu einem ersten Kurzeinsatz kam.

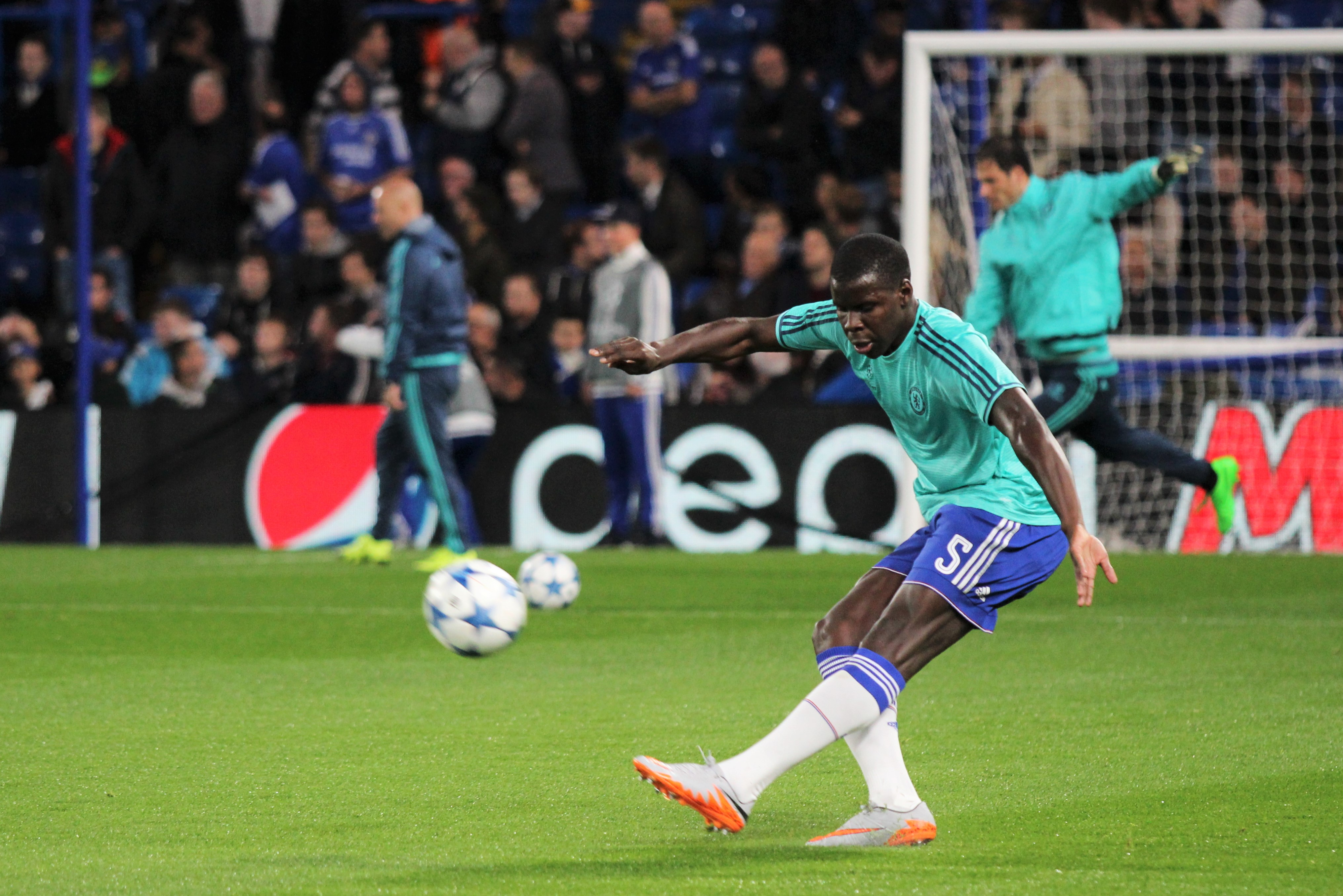
Zouma beim Aufwärmen vor einem Champions-League-Spiel (2015).

Im Mai 2015 wurde Zouma innerhalb des Vereins zum „Young Player of the Year“ (deutsch Nachwuchsspieler des Jahres) ausgezeichnet. In der Saison 2015/16 erspielte sich Zouma einen Stammplatz beim FC Chelsea. Am 7. Februar 2016 zog sich der Innenverteidiger im Ligaspiel gegen Manchester United ohne Fremdeinwirkung einen Kreuzbandriss zu und fiel für die restliche Saison aus. Zur Beginn der Saison 2017/18 wurde Zouma an Stoke City ausgeliehen und verlängerte gleichzeitig seine Vertragslaufzeit beim FC Chelsea bis zum Jahre 2023. Am Saisonende 2017/18 gehörte Zouma zu den fünfterfolgreichesten Torchancenvereitlern und effektiven Kopfballspielern bzw. Tacklern von gegnerischen Dribblern der Premier-League-Saison an, trotz der Umstände konnte er als defensiver Leistungsträger nicht den Abstieg seiner Mannschaft als Meisterschaftsvorletzter in die zweitklassige EFL Championship verhindern.
Am 10. August 2018 wechselte er leihweise für die Premier-League-Saison 2018/19 zum FC Everton. Dort etablierte er sich als Stammspieler und absolvierte 32 Premier-League-Spiele, davon 29 in der Startelf. Er trug mit seinen Abwehrleistungen bei, dass der FC Everton die Premier-League-Saison mit den fünftwenigsten Gegentoren und mit den viertmeisten Zu-Null-Spielen der Ligasaison beendeten. Zur Saison 2019/20 war der FC Everton an einer Festverpflichtung von Zouma interessiert und dies lehnte der neue FC-Chelsea-Cheftrainer Frank Lampard ab. Er gehörte bis in die Saison 2020/21 zu den Stammspielern. Nach der Übernahme des Teams durch den neuen Cheftrainer Thomas Tuchel im Januar 2021 gehörte Zouma in der Premier League und in der Champions League nicht mehr zu den regelmäßigen Stammspielern, so kam er auch weder in der FA-Cup-Finalniederlage als auch im Champions-League-Finalsieg zum Einsatz.

#### West Ham United
Im August 2021 wechselte der französische Nationalspieler innerhalb von London vom FC Chelsea nach West Ham United zum Ligakonkurrenten und Europapokalteilnehmer. In seiner ersten Saison für die Ostlondoner half er in der UEFA Europa League 2021/22 seiner Mannschaft das Halbfinale zu erreichen. In der Premier League 2022/23 gehörte Zouma bis zur WM-Pause zu den fünfterfolgereichsten verteidigenden Klärern und effektiven Kopfballduellspielern der Premier-League-Saison an. Die Saison 2022/23 beendete er als bester verteidigender Klärer und als einer der besten effektiven Kopfballduellspielern seiner Mannschaft und trug zum Klassenerhalt seines Vereines in Premier League bei. Zouma gewann mit West Ham United im Juni 2023 die internationale UEFA Europa Conference League, damit beendeten sie die 58 jahrelange UEFA-Europapokaltitel-Absenz der West-Ham-United-Vereinshistorie. Dabei hatte er gemäß West Ham United maßgeblichen Anteil an den Erfolgen des Klassenerhalts und Europapokal-Siegertitel.
Nach dem Weggang von Mannschaftskapitän und -kollegen Declan Rice übernahm Zouma zur Saison 2023/24 das Kapitänsamt. Nach erfolgreichen Ligassaisonstart in den ersten vier Spielen ungeschlagen blieben und drei Siege erspielten bestätigte der Cheftrainer David Moyes im September 2023 für diese Saison das Kapitänsamt bei Zouma bleiben wird, aufgrund seiner führenden Leistungen und er zu den einflussreichsten Spielern der Mannschaft angehört.
Im August 2024 wurde er an den Al-Orobah FC verliehen.

### Nationalmannschaft
Zouma durchlief verschiedene Jugendnationalmannschaften Frankreichs, 2010 spielte er für die U-16, von 2010 bis 2011 für die U-17 und 2012 spielte er für die U-19. Der Verteidiger nahm 2011 sowohl an der U-17-EM als auch an der U-17-WM teil. Im Sommer 2013 stand er im französischen Aufgebot bei der U-20-WM in der Türkei, die sein Land gewinnen konnte und er gegen Ende der Gruppenphase zu den Stammspielern aufstieg. Seit der Qualifikation zur U-21-Europameisterschaft 2015 gehörte Zouma bis zur Playoff-Niederlage 2014 der U-21-Auswahl an.
Am 11. Oktober 2013 saß er erstmals in einem Spiel der A-Nationalmannschaft Frankreichs auf der Bank. Das Team von Trainer Didier Deschamps gewann die Partie gegen Australien mit 6:0, ohne dass Zouma dabei zum Einsatz kam. Sein Debüt gab er am 29. März 2015 beim 2:0-Sieg im Freundschaftsspiel gegen Dänemark. Für die Europameisterschaft 2016 im eigenen Land konnte Zouma nicht nominiert werden, da er im Februar 2016 für neun Monate an Kreuzbandriss litt. Nachdem er dann auch für die WM 2018 in Russland nicht nominiert wurde, weil er neben den Innenverteidigern Raphäel Varane, Samuel Umtiti, Presnel Kimpembe und Adil Rami zu viel Konkurrenz hatte.
Am 11. Oktober 2018 beim 2:2-Unentschieden gegen Island feierte er nach dreieinhalb Jahren sein Comeback als Einwechselspieler. Zouma erzielte sein erstes Länderspieltor am 11. Juni 2019 gegen Andorra im Qualifikationsspiel für die EM 2020. Bei der auf das Jahr 2021 verlegten Europameisterschaft 2020 gelangte er mit der französischen Auswahl bis ins Achtelfinale, ehe Frankreich dort gegen die Schweiz im Elfmeterschießen ausschied und dabei kam Zouma zu keinem Turnierspieleinsatz. Für die Endrunden der UEFA Nations League 2020/21 und der Weltmeisterschaft 2022 wurde er für den französischen Auswahlkader nicht berücksichtigt. Seine bisherigen letzten A-Länderspieleinsätze bestritt Zouma 2021 in den Qualifikationsspielen zur Weltmeisterschaft 2022, Stand: Dezember 2022.

## Erfolge
- Französische Juniorenmannschaften
  - U-16-Ägäis-Cup: 2010
  - U-20-Weltmeister: 2013

- AS Saint-Étienne
  - Französischer Ligapokal-Sieger: 2013

- FC Chelsea
  - Englischer Ligapokalsieger: 2015
  - Englischer Meister: 2015, 2017
  - UEFA-Champions-League-Sieger: 2021
  - UEFA-Super-Cup-Sieger: 2021[31]

- West Ham United
  - UEFA-Conference-League-Sieger: 2023